# Tuyên bố chung Trung-Anh
Tuyên bố chung Trung-Anh là hiệp ước về quyền làm chủ Hồng Kông của Trung Quốc ký ở Bắc Kinh ngày 19 tháng 12 năm 1984. Bản Tuyên bố đặt ra kế hoạch về Hồng Kông sau ngày 1 tháng 7 năm 1997, là khi hết kỳ cho thuê Tân Giới.
Hiệp ước có hiệu lực ngày 27 tháng 5 năm 1985 và được chính phủ Anh và Trung Quốc gởi Liên hiệp Quốc ngày 12 tháng 6 cùng năm. Theo bản Tuyên bố chung, ngày 1 tháng 7 năm 1997, chính phủ Anh sẽ trả Hồng Kông (gồm có Đảo Hồng Kông, Cửu Long và Tân Giới) cho Trung Quốc.
Trong văn kiện, chính phủ Trung Quốc ấn định chính sách cơ bản về Hồng Kông. Theo nguyên tắc "một nước, hai chế", Trung Quốc sẽ không thi hành chế độ xã hội chủ nghĩa ở Hồng Kông, và hệ thống cùng lối sống theo tư bản của lãnh thổ sẽ được duy trì trong 50 năm, tức đến năm 2047. Theo bản Tuyên bố chung, các chính sách này phải chép vào Luật Cơ bản Hồng Kông.
Sau cuộc giao trả Hồng Kông, Trung Quốc chối bỏ hiệu lực của bản Tuyên bố, nói rằng "văn kiện thuộc về lịch sử." Anh phản đối lập trường, nói rằng "chính phủ Anh đoan chắc thi hành hiệp ước còn hiệu lực theo luật quốc tế."

## Bối cảnh

Anh được Đảo Hồng Kông năm 1842, Bán đảo Cửu Long năm 1860, và thuê Tân Giới năm 1898 trong 99 năm.

Nếu bản Tuyên bố chung Trung-Anh là quả thì kỳ cho thuê Tân Giới là nhân. Theo Điều ước Cho thuê tô giới Hồng Kông, Hoàng đế Quang Tự của đời Thanh gượng cho Anh thuê Tân Giới trong khoảng 99 năm từ ngày 1 tháng 7 năm 1898. Lúc ký hợp đồng cho thuê, Trung Quốc đã cắt nhường Đảo Hồng Kông cho Anh sau Chiến tranh nha phiến lần thứ nhất và cắt nhường luôn Cửu Long cùng Ngang Thuyền Châu sau Chiến tranh nha phiến lần thứ hai.
Trong suốt thời kỳ thực trị, Anh lo Trung Quốc có thể lấy lại được Hồng Kông dùng giấy tờ hoặc sức mạng quân sự. Trong khoảng năm 1967 đến năm 1979, sự lo lắng tạm dịu vì hai nguyên do: sự hỗn loạn ở đại lục do Cách mạng Văn hóa, với các cuộc bạo động cộng sản năm 1967 ở Hồng Kông, đẩy cư dân về bên Anh và thu hút sự ủng hộ của thế giới cho chính quyền thuộc địa. Năm 1979, Trung Quốc đã lập lại trật tự trong nước và bắt đầu nhúng tay vào chính sự nội bộ của các nước khác. Ví dụ: Chiến tranh biên giới Việt-Trung. Đầu thập niên 80, Hồng Kông và giới buôn bán của lãnh thổ bắt đầu lo về mai sau của các quyền tài sản và hợp đồng ở thành phố bởi viễn cảnh Tân Giới trả lại Trung Quốc mù mịt. Tháng 3 năm 1979, Tổng đốc Hồng Kông Mạch Lý Hạo công du Bắc Kinh và mở các cuộc bàn bạc về Hồng Kông sau ngày 1 tháng 7 năm 1997. Khi về thành phố, ông cố trấn an các người đầu tư, nhưng thay mặt đại lục trình bày rằng Trung Quốc khẳng định sẽ thu lại Hồng Kông. Đàm phán chính thức mở khi Thủ tướng Anh Margaret Thatcher công du Trung Quốc gặp Đặng Tiểu Bình tháng 9 năm 1982.
Trong các cuộc thảo luận tiếp theo, có Tổng đốc Hồng Kông dự vào làm thành viên của phái đoàn Anh, phái đoàn thấy rõ là Trung Quốc sẽ từ chối dứt khoát Anh trị sau năm 1997. Chính phủ Trung Quốc giữ vững lập trường rằng Hồng Kông luôn là lãnh thổ quốc gia, bởi bị cắt nhường theo các hiệp ước bất bình đẳng. Vì thế, hai bên đồng ý biến Hồng Kông thành Đặc khu hành chính của Trung Quốc. Tháng 4 năm 1984, Anh và Trung Quốc kết luận, sắp đặt cho Hồng Kông tuy thuộc Trung Quốc nhưng được mức tự trị cao và duy trì lối sống địa phương. Ngày 18 tháng 9 năm 1984, hai bên đã bằng lòng với bản Anh văn và Trung văn của tuyên bố cùng việc trao đổi bản ghi nhớ.
Trong quyển Sách Trắng chứa bản Tuyên bố chung, chính phủ Anh khẳng định rằng "hoặc chấp nhận hiệp định hiện tại, hoặc không có hiệp định nào cả," phản bác các lời chỉ trích là Anh nhường bước Trung Quốc quá nhiều và đồng thời trỏ ngầm quyền lực của Trung Quốc.
Theo vài nhà phân tích chính trị, sự gấp rút của việc làm hiệp định là tại e sợ rằng kinh tế Hồng Kông sẽ sụp đổ trong thập niên 80 nếu không có hiệp ước. Quyền sở hữu đất đai ở Tân Giới thêm vào vấn đề. Tuy thảo luận về Hồng Kông bắt đầu trong thập niên 70 nhưng ngày hẹn đính ước theo các yếu tố tài sản và kinh tế nhiều hơn nhu cầu địa chính.

## Nội dung

### Tuyên bố chung
Bản Tuyên bố chung Trung-Anh gồm có tám đoạn, ba phụ lục về Chính sách Cơ bản với Hồng Kông, Nhóm Liên lạc chung Trung-Anh và Cho thuê Đất đai cùng hai bản Ghi nhớ của hai bên. Các phần có cùng hiệu lực và "toàn văn làm thành hiệp định quốc tế chính thức, mọi phần đều có hiệu lực pháp luật. Hiệp định quốc tế kiểu này là hình thức giao ước cao nhất cho hai nước." Theo bản tuyên bố, Đặc khu hành chính Hồng Kông sẽ trực thuộc Quốc vụ Viện của Trung Quốc và được mức tự trị cao, ngoại trừ về ngoại giao và quốc phòng. Hồng Kông được có cơ quan hành chính, lập pháp và tư pháp độc lập có quyền chung thẩm. Luật Cơ bản quy định rằng tiếng Anh có thể được chính quyền dùng cùng tiếng Hán, và Hồng Kông được phép có khu kỳ và khu huy riêng. Hệ thống kinh tế tư bản ở Hồng Kông sẽ được duy trì. Đoạn ba liệt kê các chính sách cơ bản của Trung Quốc về Hồng Kông:
- Đặc khu hành chính Hồng Kông sẽ được thành lập.[11]
- Đặc khu sẽ trực thuộc Quốc vụ Viện của Trung Quốc và sẽ được mức tự trị cao, ngoại trừ về ngoại giao và quốc phòng.[12]
- Đặc khu sẽ được giao quyền hành chính, lập pháp và tư pháp độc lập có quyền chung thẩm. Pháp luật đang có ở Hồng Kông sẽ giữ nguyên.[13]
- Chính quyền Đặc khu sẽ gồm có cư dân địa phương. Khu trưởng sẽ do Quốc vụ Viện bổ nhiệm theo kết quả của các cuộc bầu cử hoặc tư vấn tổ chức ở Đặc khu. Các viên chức chính sẽ do Khu trưởng tiến cử cho Quốc vụ Viện bổ nhiệm. Các công dân Trung Quốc và nước ngoài đang làm việc ở ngành công chức và cảnh sát trong chính quyền được giữ việc làm. Họ cũng được làm cố vấn hoặc giữ chức vụ công nhất định trong chính quyền.[14]
- Hệ thống xã hội và kinh tế đang có ở Hồng Kông sẽ giữ nguyên, cùng lối sống. Các quyền và tự do sẽ được pháp luật Đặc khu bảo đảm. Tư sản, quyền sở hữu xí nghiệp, quyền kế thừa và đầu tư nước ngoài sẽ được pháp luật bảo vệ.[15]
- Đặc khu sẽ tiếp tục làm cảng tự do và lãnh thổ riêng về mặt thuế quan, và sẽ được duy trì chính sách buôn bán tự do, cho phép hàng hóa và vốn tự do di chuyển.[16]
- Đặc khu sẽ tiếp tục làm trung tâm tài chính quốc tế có đồng tiền Hồng Kông tự do trao đổi. Đặc khu có thể cho các ngân hàng nhất định phát tiền hoặc tiếp tục phát tiền theo pháp luật.[17]
- Đặc khu sẽ độc lập xử lý tài chính, nhưng sẽ báo Quốc vụ Viện. Quốc vụ Viện sẽ không đánh thuế Đặc khu.[18]
- Đặc khu có thể đặt quan hệ kinh tế thuận lợi với Anh và các nước khác.[19]
- Đặc khu sẽ dùng tên "Hồng Kông, Trung Quốc" khi giao thiệp với nước ngoài và có thể tự đặt các quan hệ kinh tế, văn hóa cùng ký kết hiệp định với các nước, khu vực, tổ chức quốc tế có quan hệ. Đặc khu có thể cấp hộ chiếu. Các hiệp ước quốc tế mà Trung Quốc không ký nhưng Hồng Kông ký có thể tiếp tục thi hành ở Đặc khu.
- Chính quyền Hồng Kông phụ trách duy trì trật tự công cộng. Các lực lượng quân sự đóng ở Đặc khu theo lệnh Quốc vụ Viện vì quốc phòng sẽ không can thiệp vào chính sự nội bộ.
- Các chính sách cơ bản ở trên sẽ được Đại hội Đại biểu nhân dân toàn quốc chép vào Luật Cơ bản Đặc khu hành chính Hồng Kông thuộc Cộng hòa Nhân dân Trung Hoa và sẽ giữ nguyên trong 50 năm.

Chính phủ Anh sẽ phụ trách duy trì sự phồn thịnh và ổn định xã hội của Hồng Kông đến ngày 30 tháng 7 năm 1997 và sẽ được sự hợp tác của chính phủ Trung Quốc.
Bản tuyên bố cũng quy định quyền cư trú, hộ chiếu và nhập cảnh. Mọi công dân Trung quốc sinh ra hoặc thường trú ở Hồng Kông trong bảy năm liên tiếp được xin giấy chứng thân phận. Người có thẻ có thể được cấp hộ chiếu Hồng Kông có hiệu lực ở mọi nước và khu vực. Nhưng việc nhập cảnh Hồng Kông từ các vùng khác của Trung Quốc sẽ vẫn theo cách làm đang có.

### Phụ lục I
Phụ lục tên là Giải thích của chính phủ Cộng hòa Nhân dân Trung Hoa về các chính sách cơ bản đối với Hồng Kông và đi vào chi tiết Hồng Kông sau ngày 1 tháng 7 năm 1997, gồm có các phần sau đây:
1. Chế độ hiến pháp và chính thể.
2. Pháp luật.
3. Cơ quan tư pháp.
4. Công chức.
5. Tài chính.
6. Hệ thống kinh tế và quan hệ kinh tế đối ngoại.
7. Hệ thống tiền tệ.
8. Chuyên chở đường thủy.
9. Hàng không dân dụng.
10. Giáo dục.
11. Ngoại giao.
12. Quốc phòng, an ninh và trật tự công cộng.
13. Các quyền và tự do cơ bản.
14. Quyền cư trú, xuất dương hồi hương và nhập cảnh.

### Phụ lục II
Phụ lục II thành lập Nhóm Liên lạc chung Trung-Anh. Nhóm hoạt động từ ngày 1 tháng 7 năm 1998 đến ngày 1 tháng 1 năm 2000. Nhiệm vụ của tổ chức là:
1. Xem xét thảo luận việc thi hành Tuyên bố chung
2. Thảo luận các vấn đề về việc giao trả chính quyền năm 1997
3. Trao đổi tin tức và xem xét thảo luận các chủ đề mà hai bên đều đưa ra[20]

Hai bên có thể phái lên đến 20 nhân viên. Nhóm sẽ họp ít nhất một lần mỗi năm ở Bắc Kinh, Luân Đôn hoặc Hồng Kông. Từ ngày 1 tháng 7 năm 1998 thì nhóm đặt trụ sở ở Hồng Kông. Nhóm sẽ giúp Đặc khu mở rộng các quan hệ kinh tế, văn hóa và ký kết hiệp định ngoại giao với các nước, khu vực, tổ chức quốc tế có quan hệ. Từ năm 1985 đến năm 2000, Nhóm Liên lạc chung tổ chức 47 cuộc họp toàn thể, gồm có 18 cuộc ở Hồng Kông, 15 ở Luân Đôn và 14 ở Bắc Kinh.
Nhóm Liên lạc chung giữ cho tòa án Hồng Kông được độc lập. Ngoài ra, Nhóm Liên lạc còn giúp Hồng Kông và các nước khác đạt các hiệp định song phương, cho 200 công ước quốc tế tiếp tục được thi hành ở Đặc khu sau ngày 30 tháng 6 năm 1997. Hồng Kông sẽ tiếp tục tham gia các tổ chức quốc tế sau cuộc chuyển giao

### Phụ lục III
Đất đai Hồng Kông thuộc Anh cho thuê có kỳ cho thuê vượt ngoài ngày 30 tháng 6 năm 1997 sẽ tiếp tục được pháp luật Đặc khu bảo vệ đến ngày 30 tháng 6 năm 2047, cùng các quyền liên quan đến hợp đồng cho thuê. Ban Đất đai sẽ được thành lập gồm có số thành viên từ chính phủ Anh và chính phủ Trung Quốc ngang nhau. Thành lập năm 1985, Ban Đất đai họp ở Hồng Kông 35 lần và thông qua 26 văn kiện, có cấp đất cho xây dựng sân bay Xích Lẹp Giác mới năm 1994. Ngày 30 tháng 6 năm 1997, Ban Đất đai giải thể.

### Bản Ghi nhớ Anh
Chính phủ Anh định là mọi công dân Lãnh thổ thuộc Anh nhờ liên quan Hồng Kông sẽ mất quốc tịch ngày 1 tháng 7 năm 1997. Sau khi bản tuyên bố có hiệu lực, Luật Hồng Kông năm 1985 cùng Lệnh Hồng Kông (Quốc tịch Anh) năm 1986 đặt ra loại quốc dân Anh hải ngoại để giải quyết vấn đề. Đến tháng 7 năm 1997, công dân Lãnh thổ thuộc Anh có thể xin làm quốc dân Anh hải ngoại, nhưng sẽ không tự nhiên được quyền cư trú, kể cả ở Anh và Hồng Kông. Sau cuộc giao trả, hầu hết cựu công dân Lãnh thổ thuộc Anh đều trở thành công dân Trung Quốc. Người vừa không đủ tư cách làm công dân Trung Quốc vừa không xin làm quốc dân Anh hải ngoại thì tự động trở thành công dân Anh hải ngoại.

### Bản Ghi nhớ Trung Quốc
"Theo Luật Quốc tịch Trung Quốc, mọi đồng bào Trung Quốc người Hồng Kông, bất kể là có hộ chiếu công dân Lãnh thổ thuộc Anh hay không, đều là công dân Trung Quốc." Những người dùng hộ chiếu do Chính phủ Anh cấp được phép đi các nước và khu vực khác, nhưng sẽ không được Anh bảo hộ ở Đặc khu và các vùng khác của Trung Quốc.

## Sau năm 1997

### Thuở ban đầu
Ngày 1 tháng 7 năm 1997, cuộc chuyển giao Hồng Kông diễn ra đúng lịch trình. Hồng Kông có khu kỳ mới và Tòa nhà Hoàng tử xứ Wales đổi tên thành Tòa nhà Bộ đội Quân Giải phóng nhân dân Trung Quốc đóng ở Hồng Kông. Các hộp thư được sơn lại xanh lục theo đại lục. Tên đường vẫn giữ nguyên nhưng các tổ chức như Hội Đua ngựa Hồng Kông phải bỏ hai chữ "Hoàng gia", ngoại trừ Hội Du thuyền Hồng Kông Hoàng gia.
Sau khủng hoảng tài chính châu Á năm 1997, tuy chính quyền Hồng Kông thi hành các biện pháp có Trung Quốc hợp tác nhưng vẫn được tự trị.
Chính quyền Đặc khu đôi khi xin đại lục dự vào nội sự. Ví dụ: năm 1999, chính quyền Đặc khu xin Quốc vụ Viện nhờ Ủy ban Thường vụ Đại hội Đại biểu nhân dân toàn quốc giải thích một điều khoản của Luật Cơ bản, bởi theo Tòa án Chung thẩm Hồng Kông thì lên đến 1.6 triệu người dân đại lục có thể vào Hồng Kông. Trung Quốc bãi bỏ phán quyết của tòa.
Sức ép của đại lục cũng rõ rệt. Ví dụ: năm 2000, sau khi Trần Thủy Biên thuộc phe độc lập đắc cử tổng thống Đài Loan, một viên chức đại lục cấp cao ở Hồng Kông răn các nhà báo đừng đưa tin. Một viên chức cấp cao khác bảo doanh nhân chớ làm ăn cùng người Đài Loan thuộc phe độc lập.
Trong hội nghị ở Bắc Kinh năm 2007, Ngô Bang Quốc, cựu Chủ tịch Ủy ban Thường vụ Đại hội Đại biểu nhân dân toàn quốc, nói là "Hồng Kông được mức tự trị cao chính là vì chính phủ trung ương cho phép vậy."

### Diễn biến sau năm 2010
Năm 2014, trong khi Phong trào Dù dâng lên, Đặc ủy Ngoại giao Anh bị Trung Quốc cấm nhập cảnh Hồng Kông theo lịch trình tháng 12 để điều tra tiến triển của việc thi hành Tuyên bố chung. Trong cuộc tranh luận khẩn ở quốc hội Anh về lệnh cấm không tiền, chủ tịch của ủy ban Richard Ottaway tiết lộ rằng Trung Quốc nhận bản Tuyên bố chung "là chỉ có hiệu lực từ ngày ký kết năm 1984 đến ngày chuyển giao năm 1997."
Năm 2016, Caroline Wilson là Tổng Lãnh sự đóng ở Hồng Kông nói rằng các vụ mất tích ở Hiệu sách vịnh Đồng La vi phạm bản Tuyên bố chung.
Tháng 7 năm 2017, người phát ngôn của bộ ngoại giao Trung Quốc Lục Khảng ứng đáp Ngoại trưởng Anh Boris Johnson thúc giục các cải cách theo dân chủ mà nói rằng hiệp ước chuyển giao Hồng Kông "thuộc về sách sử, đã mất giá trị thực tế" và "chính phủ trung ương chẳng phải theo bản Tuyên bố chung mà trị Hồng Kông. Anh không có quyền làm chủ, trị, và giám sát Hồng Kông sau cuộc chuyển giao." Bộ Ngoại giao Anh phản đối quan điểm, nói rằng "bản Tuyên bố chung là hiệp ước theo luật quốc tế, đã gởi Liên hiệp Quốc và còn hiệu lực. Chính phủ Anh là bên cùng ký đoan giám sát việc thi hành một cách cặn kẽ." Trung Quốc tố Anh là giữ "lối tư duy thực dân".

### Biểu tình Hồng Kông năm 2019-20
Tháng 8 năm 2019, Phó Tổng thống Mỹ Mike Pence thúc Trung Quốc tôn trọng pháp luật Hồng Kông trong bối cảnh biểu tình ở Đặc khu và thương chiến Trung-Mỹ. Đài Truyền hình trung ương Trung Quốc nhắc rằng "mực của hiệp ước đã hết hiệu lực từ rất lâu rồi" và đả kích Mỹ dùng văn kiện để "can thiệp vào nội sự Trung Quốc."
Các nước ở Hội nghị thượng đỉnh G7 thứ 45 đồng ý là:
G7 tái khẳng định sự tồn tại và quan trọng của bản Tuyên bố chung Trung-Anh năm 1984 và thành thật xin tránh bạo lực.

Ngày 27 tháng 9 năm 2019, Bộ Ngoại giao Trung Quốc chính thức khẳng định là không nước hoặc tổ chức nào có quyền nhúng tay vào nội sự của Trung Quốc.
Ngày 3 tháng 9 năm 2019, Thượng Nghị sĩ Mỹ Marco Rubio viết trong bài nghị luận cho báo The Washington Post rằng:
Rõ ràng là Đảng Cộng sản Trung Quốc đang nuốt lời hứa cho Hồng Kông được tự trị cao trong hiệp ước năm 1984 còn hiệu lực với Anh, trong Luật Cơ bản Hồng Kông, và trong sự tiếp cận Mỹ và các nước khác về mặt ngoại giao.

Chính phủ Anh tuyên bố rằng nếu Trung Quốc làm Luật Giữ gìn quốc an ở Hồng Kông thì sẽ cho ba triệu cư dân Hồng Kông, là mọi người sinh ra trước cuộc chuyển giao, xin làm quốc dân Anh hải ngoại và mở đường cho họ làm công dân Anh. Người phát ngôn của bộ ngoại giao Trung Quốc Triệu Lập Kiên bảo Anh "lùi bước, không thì sẽ có hậu quả" và nói rằng "không có một từ hoặc khoản trong bản tuyên bố chung giao phó Anh trách nhiệm nào về Hồng Kông sau cuộc giao trả."

## Hiệu lực sau cuộc chuyển giao
Trong khi Phong trào Dù dâng lên năm 2014, một Nghị viên Quốc hội Anh cho là Trung Quốc lần đầu tiên phủ nhận hiệu lực của bản Tuyên bố chung. Một học giả pháp luật Hồng Kông cấp cao bác bỏ ý tưởng là "sai rõ ràng", còn ngoại trưởng Anh thì lưu ý rằng văn kiện là hiệp ước còn hiệu lực và phải được tôn trọng. Phạm Từ Lệ Thái bấy giờ là đại biểu duy nhất của Hồng Kông ở Ủy ban Thường vụ Đại hội Đại biểu nhân dân toàn quốc khẳng định rằng Anh đã hết trách nhiệm giám sát và hơn nữa bản Tuyên bố chung không quy định phổ thông đầu phiếu.
Tháng 6 năm 2020, chính phủ Anh đề xuất trao quyền của quốc dân Anh hải ngoại cho vài cư dân Hồng Kông sau khi Luật Giữ gìn quốc an ở Hồng Kông thông qua, bị chỉ trích là tước giảm tự do biểu đạt và vi phạm nặng bản Tuyên bố chung, tuy không điều nào của đạo luật được gọi tên.